# ATC kód H03
ATC kód H03 Léky štítné žlázy je hlavní terapeutická skupina anatomické skupiny H. Systémové hormonální přípravky kromě pohlavních hormonů a inzulinu.

## H03A Tyreoidální léčiva

### H03AA Hormony štítné žlázy
H03AA01 Sodná sůl levothyroxinu
H03AA02 Sodná sůl liothyroninu
H03AA03 Kombinace levothyroxinu a liothyroninu
H03AA04 Tiratrikol
H03AA05 Přípravky ze štítné žlázy

## H03B Antityreoidální léčiva (tyreostatika)

### H03BA Thiouracily
H03BA01 Methylthiouracil
H03BA02 Propylthiouracil
H03BA03 Benzylthiouracil

### H03BB Imidazolové deriváty obsahující síru
H03BB01 Karbimazol
H03BB02 Thiamazol
H03BB52 Thiamazol, kombinace

### H03BC Chloristany
H03BC01 Chloristan draselný

### H03BX Jiná tyreostatika
H03BX01 Dijodtyrosin
H03BX02 Dibromtyrosin

## H03C Jodová terapie

### H03CA Jodová terapie
H03CA Jodová terapie

## Poznámka
- Registrované léčivé přípravky na území České republiky.
- Informační zdroj: Státní ústav pro kontrolu léčiv, Všeobecná zdravotní pojišťovna.